# Kimi-tachi wa dō ikiru ka (colonna sonora)
| Recensione | Giudizio |
| ---------- | -------- |
| Pitchfork  | [ 1 ]    |

"Kimi-tachi wa dō ikiru ka" Soundtrack (「君たちはどう生きるか」サウンドトラック?) è la colonna sonora del film d'animazione Il ragazzo e l'airone, scritto e diretto da Hayao Miyazaki e realizzato dallo Studio Ghibli nel 2023. La Tokuma Japan Communications la pubblicò in Giappone il 10 agosto dello stesso anno, nei formati CD e LP. È costituita da trentasette brani, tutti scritti e arrangiati da Joe Hisaishi, tranne l'ultimo, la canzone Chikyūgi (地球儀?) (anche nota col titolo internazionale Spinning Globe) cantata da Kenshi Yonezu, autore della musica e del testo e co-arrangiatore con Yūta Bandō.

## Composizione
Il ragazzo e l'airone seguì un processo di lavorazione differente dai precedenti lavori dello Studio Ghibli, in quanto Hayao Miyazaki e il suo staff lavorarono senza alcun limite di tempo e di budget. Tale distensione nei ritmi di produzione investì anche la composizione della colonna sonora. Come raccontato da Joe Hisaishi in un'intervista a IndieWire, se egli era abituato a scrivere la musica parallelamente alla realizzazione delle animazioni, comunicando spesso con il regista e ricevendo man mano tutte le informazioni necessarie sulle scene, tuttavia per Il ragazzo e l'airone poté cominciare il lavoro soltanto dopo il completamento della pellicola, con una completa libertà creativa, anche nella scelta dell'inserimento delle varie tracce nel film. Specificatamente per il tema Ask me why, Hisaishi raccontò: «Circa un anno fa, per il compleanno del sig. Miyazaki, ho composto una breve melodia come regalo, e a quanto pare gli è piaciuta tantissimo, ha detto allo staff che sarebbe stato il tema musicale del suo prossimo film. Mi sono reso conto che il pezzo era molto vicino a quello che stava pensando, quindi ho ritenuto di usarlo correttamente in alcuni momenti cruciali.»
Shy Thompson di Pitchfork notò che l'insieme delle tracce composte da Hisaishi possa essere suddiviso stilisticamente in due parti distinte, coerentemente con la struttura bipartita del film: «La prima ora [...] è supportata principalmente dal pianoforte di Hisaishi e da arrangiamenti sparsi. [...] Mentre il film passa al secondo atto, la musica si apre insieme alla portata del mondo fantastico di Miyazaki. [...] Il tema principale, Ask Me Why, è l'esempio più forte del modo in cui Hisaishi costruisce motivi musicali. La tenera ballata, originariamente composta come regalo di compleanno per Miyazaki, appare in tre occasioni, accumulando slancio ad ogni occorrenza.»

## Accoglienza
La colonna sonora de Il ragazzo e l'airone venne ben accolta dalla critica, la quale notò come Hisaishi, rispetto ai precedenti lavori, avesse realizzato un'opera maggiormente minimalista e malinconica.  Matteo Watzky di Full Frontal affermò che lo stile compositivo di Hisaishi «sembra diventare sempre più minimale col passare del tempo». Joshua Fox di Screen Rant scrisse: «Anche la colonna sonora de Il ragazzo e l'airone è decisamente encomiabile. Joe Hisaishi è, naturalmente, tornato per fornire la musica, e la sua colonna sonora fa un lavoro straordinario nel catturare l'atmosfera di ogni scena, sia essa di tensione, malinconica o un raro momento di felicità tra i personaggi», aggiungendo che, unita all'animazione, fornisce una delle narrazioni migliori, «se non la migliore, dello Studio Ghibli».

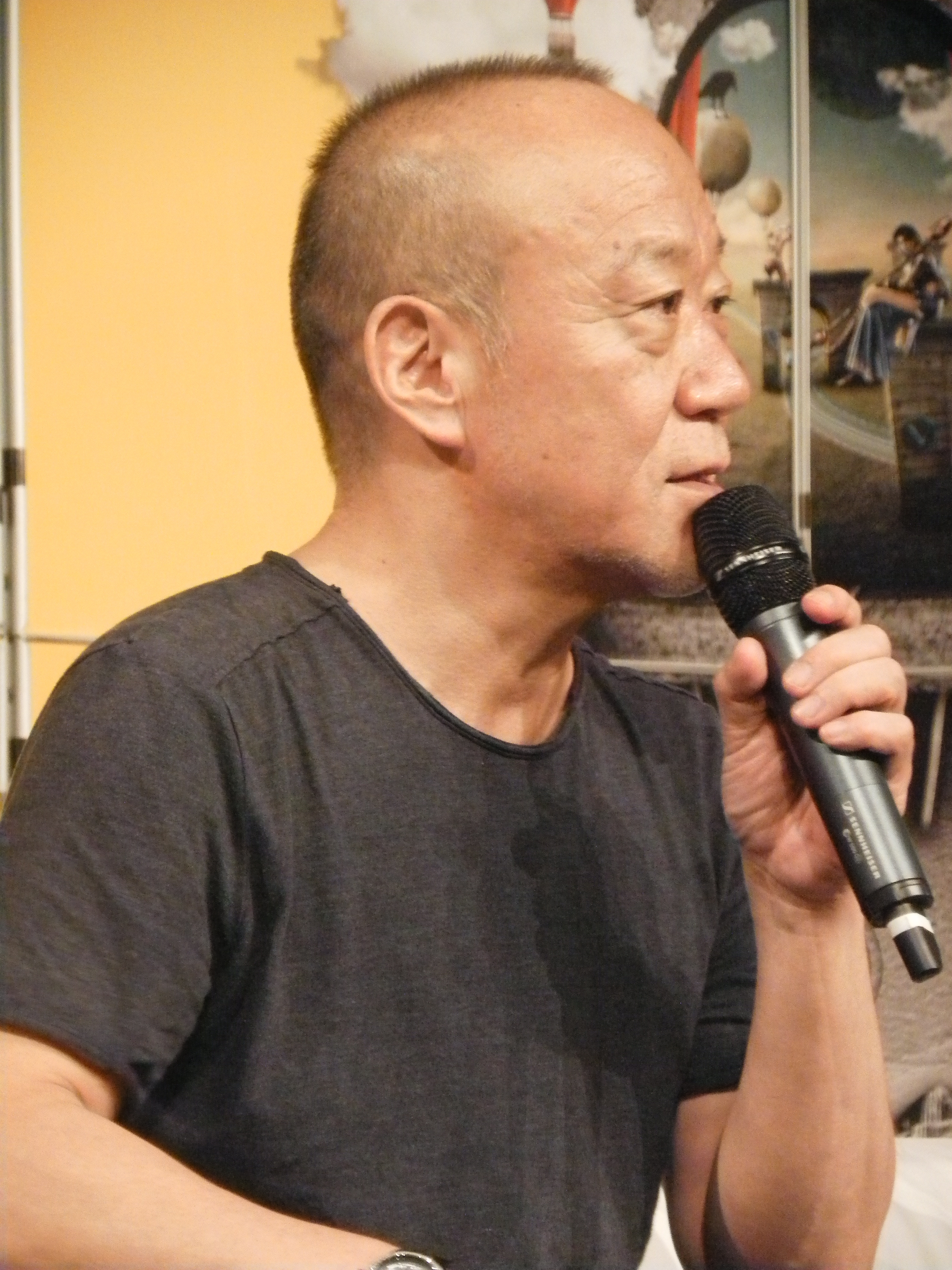
Joe Hisaishi (qui nel 2011), che con la colonna sonora de Il ragazzo e l'airone collaborò per l'undicesima volta con Hayao Miyazaki

Meg Shields di Film School Rejects definì la colonna sonora «straziante» e David Rooney di The Hollywood Reporter «amorevole» e capace di rendere la melodica emotività del linguaggio visivo di Miyazaki «ancora più accattivante». Tim Grierson di Screen International la definì «piano-centrica» e «una meraviglia assoluta» e allo stesso modo Clint Worthington di Consequence la descrisse come una «partitura lamentosa piena di pianoforti solitari che lasciano il posto a archi travolgenti». Olivia Siu di Annenberg Media disse che «suona meno come una ninna nanna e più come un lungo addio». Allegra Frank del The Daily Beast ammise che, con questo film, Hisaishi dovrebbe ricevere la sua prima candidatura ai premi Oscar nella categoria della miglior colonna sonora, in quanto il suo lavoro è in grado di «evocare la voce di ciò che non ha voce», da sempre uno dei più grandi talenti del compositore. Frank si complimentò anche per i brani per solo pianoforte, «dolci e speranzosi» eppure velati di malinconia.

## Riconoscimenti
La colonna sonora fu la prima di Joe Hisaishi a ricevere una candidatura a un grande premio in Occidente, ovvero il Golden Globe. Venne nominata anche ai Society of Composers & Lyricists Awards, ai Dorian Awards e ai DiscussingFilm Critic Awards, mentre vinse il Florida Film Critics Circle e un International Film Music Critics Association Award (come miglior colonna sonora originale per un film d'animazione, venendo nominata anche come miglior colonna sonora cinematografica dell'anno).

## Tracce
Tutte le tracce sono scritte da Joe Hisaishi, tranne ove indicato.
1. Ask me why (Sokai) (Ask me why（疎開）? lett. "Chiedimi perché (evacuazione)") – 1:20
2. Shirakabe (白壁? lett. "Muro bianco") – 0:46
3. Aosagi (青サギ? lett. "Airone blu") – 0:23
4. Tsuioku (追憶? lett. "Nostalgia") – 2:05
5. Aosagi II (青サギII? lett. "Airone blu II") – 0:41
6. Tasogare no hane (黄昏の羽根? lett. "Piuma del crepuscolo") – 2:41
7. Shishunki (思春期? lett. "Adolescenza") – 1:14
8. Aosagi III (青サギIII? lett. "Airone blu III") – 1:02
9. Shijima (静寂? lett. "Silenzio") – 1:26
10. Aosagi no noroi (青サギの呪い? lett. "La maledizione dell'airone blu") – 1:40
11. Yahane (矢羽根? lett. "Impennatura") – 2:57
12. Ask me why (haha no omoi) (Ask me why（母の思い）? lett. "Chiedimi perché (i pensieri della mamma)") – 1:48
13. Wana (ワナ? lett. "Trappola") – 2:23
14. Seiiki (聖域? lett. "Santuario") – 2:46
15. Haka no omo (墓の主? lett. "Signore della tomba") – 1:44
16. Hakobune (箱船? lett. "Nave mercantile") – 3:07
17. Warawara (ワラワラ? lett. "Affollato") – 1:49
18. Tensei (転生? lett. "Rinascita") – 2:32
19. Hi no ame (火の雨?) – 1:35
20. Norowareta umi (呪われた海?) – 2:35
21. Wakare (別れ?) – 0:51
22. Kaiko (回顧	?) – 2:23
23. Kyū sekkin (急接近?) – 1:15
24. Yōdō (陽動?) – 1:02
25. Honō no shōjo (炎の少女?) – 1:30
26. Masato to Himi (眞人とヒミ?) – 1:38
27. Kairō no tobira (回廊の扉?) – 1:33
28. Suana (巣穴?) – 0:47
29. Inori no uta (ubuya) (祈りのうた（産屋）?) – 3:48
30. Ōoji (大伯父?) – 1:08
31. Onmitsu (隠密?) – 0:35
32. Daiō no kōshin (大王の行進?) – 1:46
33. Ōoji no omoi (大伯父の思い?) – 2:42
34. Ask me why (Masato no ketsui) (Ask me why（眞人の決意）?) – 1:59
35. Dai hōkai (大崩壊?) – 1:47
36. Saigo no hohoemi (最後のほほえみ?) – 2:54
37. Chikyūgi (地球儀?) – 4:33 (Kenshi Yonezu)

Durata totale: 68:45

## Formazione

### Colonna sonora
- Joe Hisaishi - direzione orchestrale, pianoforte
- Future Orchestra Classics - esecuzione orchestrale
- Sunao Goko - primo violino
- Mai & Little Carol - cori

Produzione
- Joe Hisaishi -  produttore artistico
- Yasuhiro Maeda - manipolatore
- Hiroyuki Akita - tecnico del suono
- Ryuma Annaka e Yukino Hagiwara - assistenti tecnici
- Shigeki Fujino - responsabile del mastering

### Chikyūgi
- Kenshi Yonezu - voce
- Yūta Bandō - pianoforte, basso sintetizzato
- Shun Ishiwaka - strumento
- Masashi Togame - cornamusa

Produzione
- Kenshi Yonezu -  produttore artistico
- Masahito Komori - tecnico del suono
- Randy Merrill - responsabile del mastering

## Classifiche

### Classifiche settimanali
| Classifica (2023)                     | Posizione massima |
| ------------------------------------- | ----------------- |
| Japanese Albums (Oricon)              | 16                |
| Japanese Combined Albums (Oricon)     | 27                |
| Japanese Hot Albums (Billboard Japan) | 15                |

### Classifiche mensili
| Classifica (2023)        | Posizione massima |
| ------------------------ | ----------------- |
| Japanese Albums (Oricon) | 42                |